# Hippolyte Fierens-Gevaert
Pour les articles homonymes, voir Gevaert.
Hippolyte Fierens, puis Hippolyte Fierens-Gevaert, né à Bruxelles le 13 août 1870 et mort à Liège le 16 décembre 1926, est un historien de l'art, philosophe, critique d'art, chanteur et écrivain belge.

## Biographie
Premier conservateur en chef des Musées royaux des beaux-arts de Belgique, Hippolyte Fierens-Gevaert est professeur d'esthétique et d'histoire de l'art ainsi que critique.
Il étudie au Conservatoire royal de Bruxelles en 1890 et remporte le premier prix en chant. Cette même année, il épouse Jacqueline Marthe Gevaert, fille du célèbre musicien François-Auguste Gevaert (1828-1908). Il rejoint ensuite l'Opéra de Lille, mais un malheureux accident avec sa voix brise sa carrière de chanteur. Il se rend à Paris, où il commence une carrière de journaliste, d'écrivain et de critique. Il modifie son nom en Fierens-Gevaert.
Il fut également professeur à l'Université de Liège.   
Il est inhumé au cimetière de Bruxelles à Evere.

## Œuvre
- Essai sur l’art contemporain, Paris, Félix Alcan, coll. « Bibliothèque de philosophie contemporaine », 1897
- La tristesse contemporaine : essai sur les grands courants moraux et intellectuels du XIXe siècle, Paris, Félix Alcan, coll. « Bibliothèque de philosophie contemporaine », 1899
- Psychologie d’une ville, essai sur Bruges, Paris, Félix Alcan, coll. « Bibliothèque de philosophie contemporaine », 1901
- L'Hôtel de ville de Paris, Paris : Librairie de l'art ancien et moderne, 1902
- Van Dyck, Paris : H. Laurens, 1903
- Nouveaux essais sur l’art contemporain, Paris, Félix Alcan, coll. « Bibliothèque de philosophie contemporaine », 1903
- Jordaens : biographie critique, Paris : H. Laurens, 1905
- Études sur l'art flamand, La Renaissance septentrionale et les premiers maîtres des Flandres, Brussels : G. Van Oest, 1905
- L’Art au XXe siècle et son expression en Belgique, Brussels : Éditions de la Belgique, 1907
- La peinture en Belgique, musées, églises, collections, etc/ Les Primitifs Flamands, 2 vols/, Brussels : G. Van Oest, 1908-1909
- La peinture au Musée ancien de Bruxelles, Brussels : G. van Oest, 1913
- L'enseignement de l'histoire de l'art en Belgique, Revue de Synthèse historique 28, 82 (1914) : 82-90,
- Catalogue de l'Exposition Van Eyck-Bouts à Bruxelles en 1920, Van Oest, 1921
- Les Très Belles Heures de Jean de France, duc de Berry, Brussels : Weckesser, 1924 [and Fierens, Paul : 3rd vol.]
- Histoire de la peinture flamande des origines à la fin du XVe siècle, 3 vols, Brussels : G. Van Oest, 1927-1929